# São Bartolomeu (Covilhã)
Freguesia e paróquia, na Covilhã, extinta e anexada a Conceição.